# Protandrie
Protandrie is een term uit de plantkunde: ze beschrijft een strategie om zelfbestuiving van een bloem te voorkomen.
Protandrie duidt op het verschijnsel waarbij de periode dat meeldraden in een bloem rijp zijn eerder valt dan de periode waarin de stempels rijp zijn.  Dit komt voor bij eenhuizige planten, zoals de walnoot en juffertje-in-het-groen.

walnoot
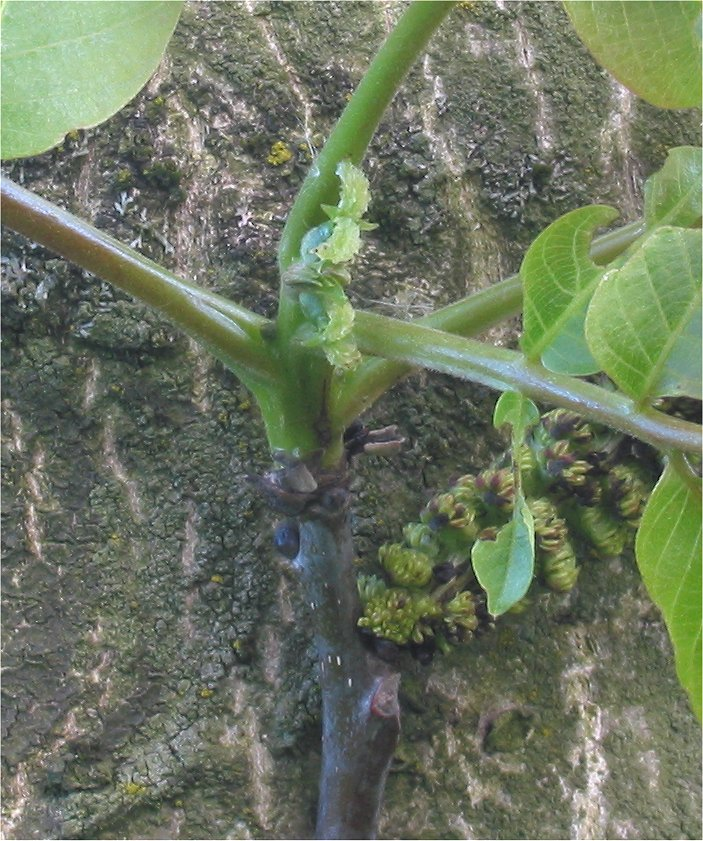
Vrouwelijke bloemen aan het eind van de nieuwe scheuten
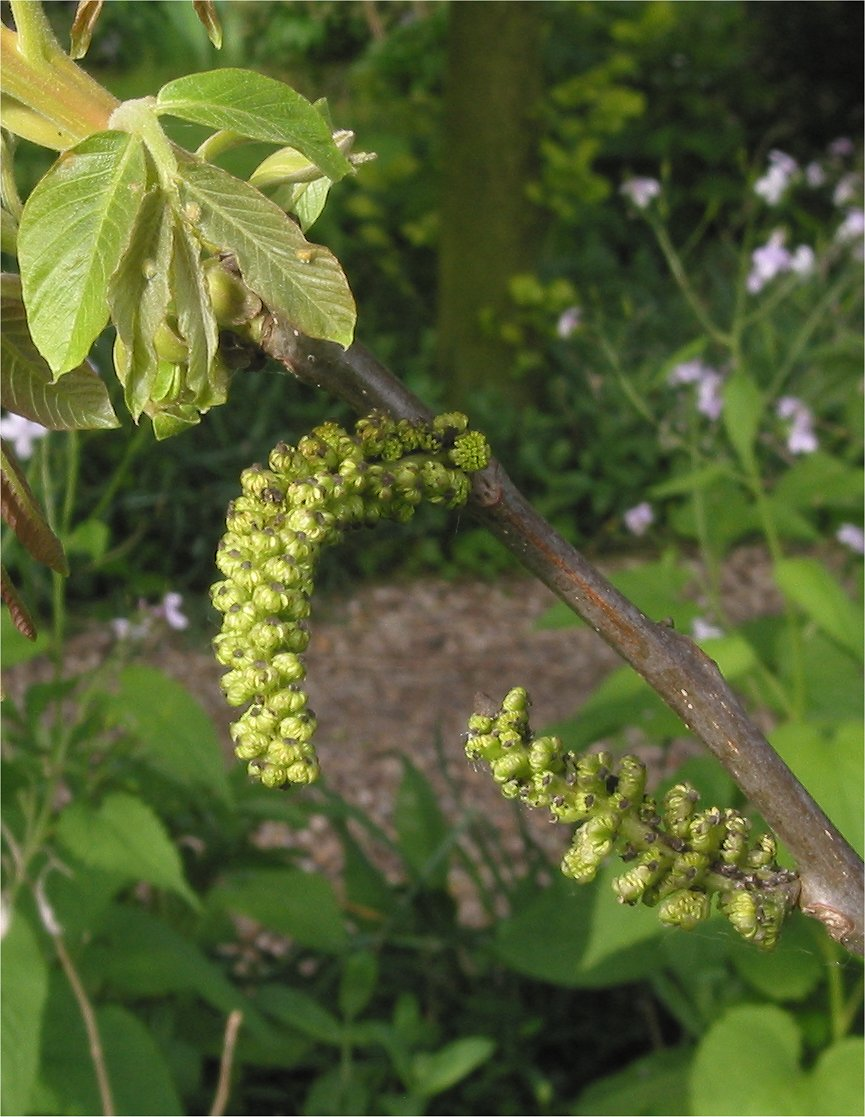
De mannelijke bloeiwijzen zijn katjes

Protandrie kan echter ook voorkomen bij de dieren. Het gaat hier dan ook over een manier om zelfbevruchting te voorkomen bij hermafrodieten. Een voorbeeld van protandrische hermafrodieten vind je bij rondwormen, platwormen en sommige vissen: de vis is eerst mannelijk en dan vrouwelijk.